# Polistes loveridgei
Polistes loveridgei är en getingart som beskrevs av Joseph Charles Bequaert 1938.
Polistes loveridgei ingår i släktet pappersgetingar, och familjen getingar. Inga underarter finns listade i Catalogue of Life.